# Sten Sture el Vell
Sten Sture el Vell (suec: Sten Sture den äldre)  (Suècia, 1440 (Gregorià) - Jönköping, 14 de desembre de 1503 (Gregorià)) va ser un estadista suec i regent de Suècia de 1470–1497 i de 1501–1503.

## Biografia
En fonts contemporànies apareix esmentat tant com a Sten Gustavsson o com a Herr Sten (Senyor Sten); la pràctica d'utilitzar noms familiars nobles com a part d'un nom personal no s'utilitzava a Suècia en aquell temps. Va néixer al voltant 1440, fill de Gustav Anundsson de la família Sture i de Birgitta Stensdotter Bielke, mig-germana del futur Carles VIII. La família Sture formava part de l'alt rang de la noblesa del seu temps, encara que llunyanament relacionada amb la casa reial; el seu avantpassat reial més proper era el rei Sverker II de Suècia (tots dos a través de la família Vinga i de la família Aspenäs). El pare de Sture, Gustav Anundsson, era castlà del castell de Kalmar i conseller privat, però va morir quan el seu fill tenia quatre anys. Birgitta Stensdotter es va casar amb Gustav Karlsson de la família Gumsehuvud, i Sten molt probablement es va criar, primer al castell de Kalmar i més tard al castell d'Ekholmen.
El segle xv a Suècia va estar caracteritzat en gran part per les lluites polítiques i guerres civils entre els unionistes de la Unió de Kalmar, que volien Suècia unida amb Dinamarca i Noruega sota la corona del monarca danès, i els separatistes que volien restablir Suècia com un regne independent sota un monarca suec. A causa dels propers vincles familiars del rei suec Carles VIII, el jove Sten Sture va esdevenir part del moviment polític separatista suec des de ben jove, i va visitar Carles durant el seu exili a Gdańsk. És nomenat cavaller el 1462 i com a conseller privat el 1466, i va agafar amunt residència en la propietat familiar a Räfsnäs nord de Mariefred. Sture va lluitar amb el bisbe i regent Kettil Karlsson Vasa durant la revolta contra el rei danès Cristià I el 1464, participant en la decisiva victòria a la batalla d'Haraker. Va servir com a comandant militar amb el rei Carles VIII, sufocant la revolta d'Erik Karlsson Vasa a Uppbo el 1470 i més tard en el mateix any derrotant les forces del rei danès Cristià a Öresten.
Es va casar amb Ingeborg Tott, neboda per matrimoni de Magdalena de Suècia, el 1467. Es tractava d'una personalitat del renaixement, interessada per la teologia i la ciència i que sembla que va influir en el desenvolupament intel·lectual durant el seu regnat. El matrimoni no va tenir descendència.

### Primera regència

Sten Sture el Vell entra a Estocolm. Pintat per Georg von Rosen el 1864.

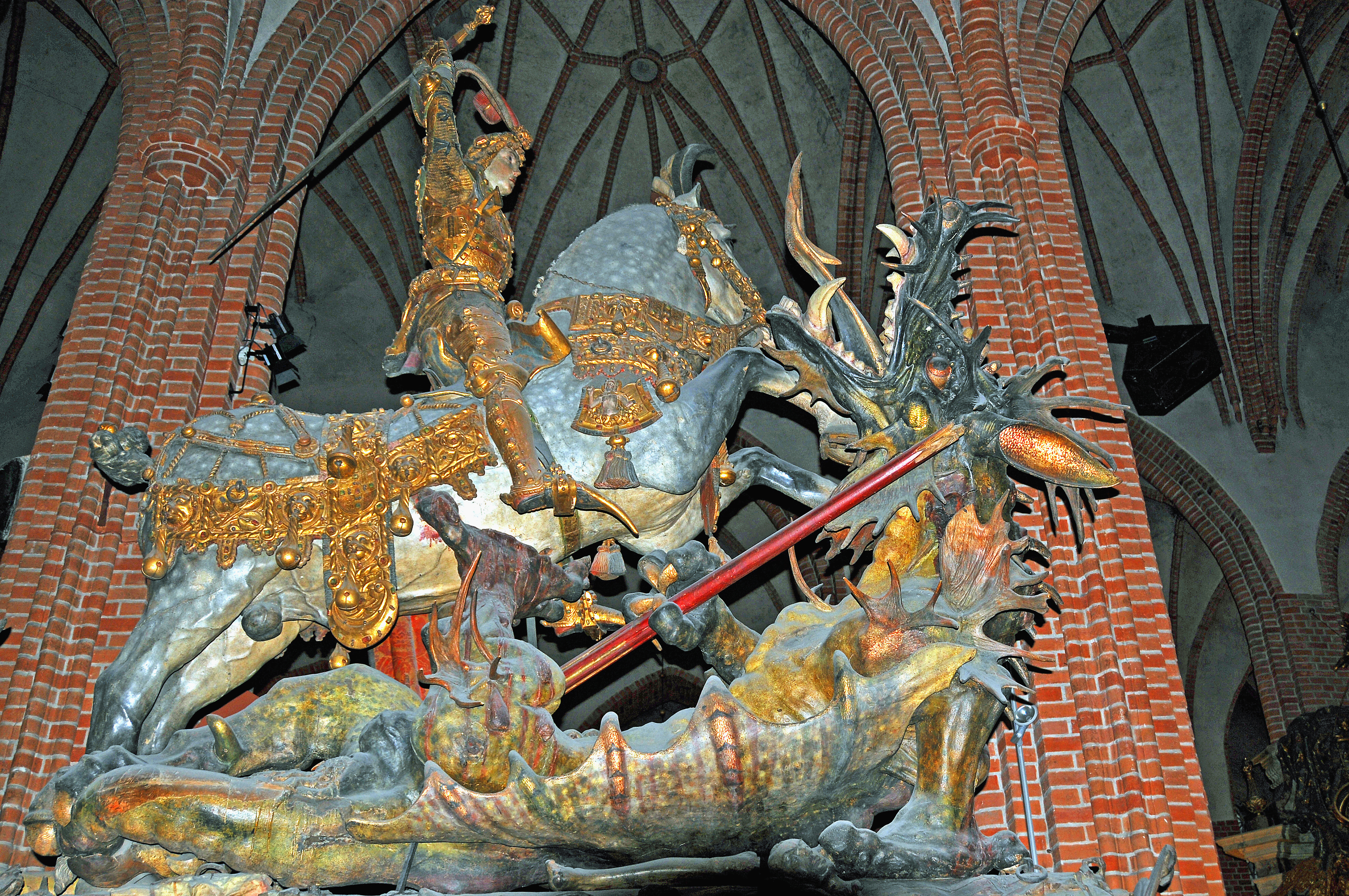
Sant Jordi i el Drac, atribuït a Bernt Notke, a la Storkyrkan, Estocolm.

L'oncle de Sture, el rei Carles VIII va anomenar Sture el seu hereu personals abans de la seva mort el 1470, i el va deixar al càrrec de les terres de la corona, incloent la ciutat d'Estocolm i el castell d'Estocolm. A la mort del rei el 15 de maig de 1470, Sture immediatament va esdevenir el noble i polític més poderós del país i va ser elegit Lord Protector i Regent de Suècia (riksföreståndare) pel Riksmöte a Arboga l'1 de maig de 1471. Sture va consolidar la seva posició amb la victòria a la batalla de Brunkeberg el 10 d'octubre de 1471, que va tenir lloc als afores al nord d'Estocolm, el seu exèrcit separatista suec va triomfar contra el rei Cristià I de Dinamarca, els unionistes suecs i forces daneses, ferint Cristià i rebutjant l'exèrcit unionista. Aquesta victòria va elevar Sture a la posició d'un heroi nacional. Sture va encarregar per a commemorar el triomf l'escultura de Sant Jordi i el Drac per a la Storkyrkan d'Estocolm, atribuït a l'escultor alemany Bernt Notke.
Durant un quart de segle va governar Suècia com a regent. Va tenir el suport de la pagesia, els interessos comercials del districte miner de Bergslagen i la baixa noblesa, utilitzant-los en contra de la noblesa i el clergat unionista d'alt rang en un difícil equilibri cap a les demandes daneses del reunificació. En una reunió a Kalmar el 1483, l'alta noblesa va confirmar el nou rei danès Joan I com l'autèntic rei de Suècia a canvi d'amplis privilegis un atorgats a l'alta noblesa, el clergat i al Consell Privat, però Sture, no obstant, se les va arreglar per mantenir-se al poder polític, rebutjant renunciar al seu càrrec com a regent.
La regència de Sture va veure la fundació de la primera universitat sueca, la universitat d'Uppsala, fundada per l'arquebisbe Jakob Ulvsson el 1477 amb el suport de Sture.
El 1493, el rei danès i noruec, Joan I (també conegut com a Hans), va formar una aliança amb Ivan III de Moscou contra Sten Sture. De 1495 a 1497, Sten va repel·lir amb èxit una invasió russa de Finlàndia. No obstant això, posteriorment es va barallar amb la majoria de la noblesa sueca, el més prominent Svante Nilsson, i el Consell Privat de Suècia el va destituir com a regent el 8 de març de 1497.

### Segona regència
En la guerra que va seguir, Sten va estar recolzat per les forces camperoles, però van ser derrotats en la batalla de Rotebro per Joan I de Dinamarca, qui va envair Suècia el juliol del mateix any. El 6 d'octubre, Sten es va rendir al rei Joan a Estocolm i es va reconciliar amb ell. Joan va ser coronat com a rei de Suècia, i Sten va tenir la posició més alta d'autoritat de Suècia sota la dependència reial. Tanmateix, durant la següent rebel·lió contra els danesos el 1501, va prendre un altre cop el lloc de regent, dirigint la lluita sueca per la independència fins a la seva mort. El maig de 1502, la guarnició unionista d'Estocolm, dirigida per la reina Cristina de Saxònia, va capitular a causa d'una inanició severa després d'un setge. A començament de 1503 les seves forces controlaven Suècia a més de Kalmar i l'illa d'Öland.
Sture utilitzava la captura de la reina amb propòsits propagandístics, acompanyant personalment la reina a Halmstad, a Dinamarca, després d'un alto el foc negociat per la Lliga Hanseàtica, l'octubre de 1503.

### Mort i conseqüències
En el seu retorn des de Dinamarca, Sture va caure malalt i va morir el 14 de desembre de 1503. El bisbe Hemming Gadh, qui va acompanyar Sture en el viatge, va alertar Svante Nilsson al castell de Stegeborg. La vídua de Sture, Ingeborg Tott, qui en aquell moment tenia el control de la guarnició d'Estocolm, no va estar informada de la notícia de la mort del seu marit fins que Svante Nilsson no va arribar a Estocolm. Va ser persuadida a deixar el castell d'Estocolm i va ser rebuda al castell d'Häme a Finlàndia com a compensació.
Sture no va tenir cap fill legítim del seu matrimoni amb Ingeborg Tott, però si una només una filla nascuda fora del matrimoni, Birgitta, qui va esdevenir monja a l'abadia de Vadstena. La línia masculina de la vella família Sture, la família Tre Sjöblad, va morir amb Sten Sture. Els seus parents més propers i els hereus eren la seva germana difunta, la casa Vasa, i el seu nebot Erik Johansson Vasa, un cavaller i membre del Consell Privat, qui va heretar els béns personals de Sture a Södermanland i Uppland. El fill d'Erik Johansson, el futur rei Gustau I de Suècia hi havia nascut uns quants anys abans que Sten morís. Tanmateix, Erik Johansson va ser descrit pels seus contemporanis com un home ximple i brutal, propens a rampells violents i en més d'una ocasió, acusat d'homicidi, i mancat de l'habilitat política del seu oncle Sten Sture.
A Sten el va succeir com a regent el seu col·lega del Consell Privat i antic enemic Svante Nilsson, de la família Natt och Dag. El fill i successor de Svante Nilsson, Sten Sture el Jove, va decidir adoptar el nom de Sture, tot i només tenir una relació allunyada.

## Enterrament

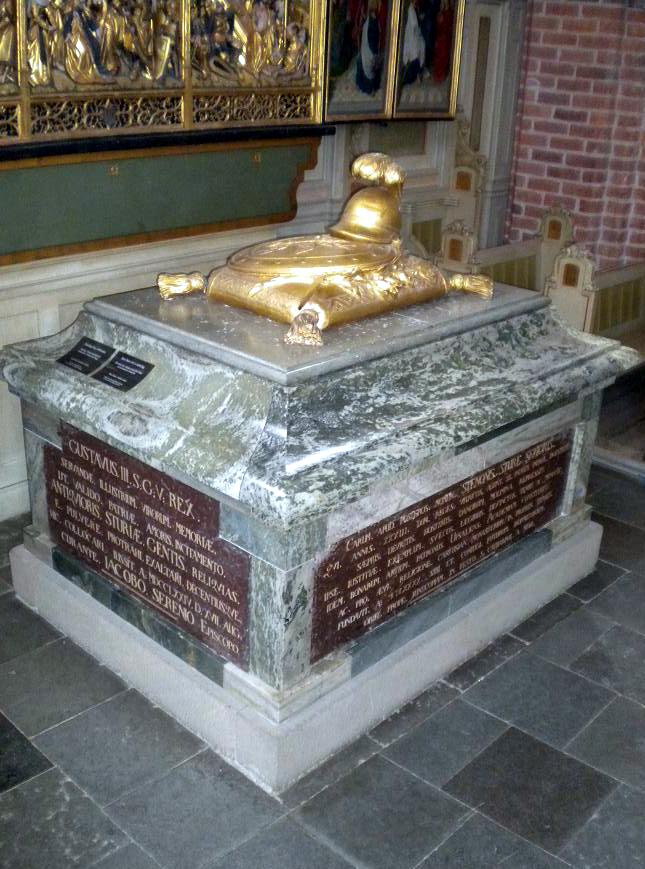
Monument d'enterrament del a la catedral de Strängnäs.

Per commemorar la victòria a Brunkeberg, Sten Sture va encarregar un monument dedicat a Sant Jordi i el Drac, tallat en fusta, per a la Storkyrkan d'Estocolm, construït el 1489. El cavall de sant Jordi porta l'escut d'armes de la família Tre Sjöblad i el de Sten Sture; el monument es considera un símbol de la seva victòria sobre Dinamarca, representada pel drac. Aquest monument havia d'allotjar, a la seva base, el mausoleu de Sture i la seva dona, però finalment no es va utilitzar amb aquest fi.
Sten Sture va ser enterrat a l'església de la cartoixa de Mariefred, a la qual hi havia ajudat i havia fet contribucions significatives durant el seu regnat. Les seves restes van ser tralladades a la catedral de Strängnäs durant el regnat de Gustau I, després que el monestir es va tancar el 1526, durant la Reforma Protestant. Un memorial fora de l'església del poble de Mariefred marca el lloc anterior del monestir. L'actual enterrament en el cor de la catedral de Strängnäs va ser ordenat el 1774 pel rei Gustau III de Suècia.
Sture va ser una figura simbòlica prominent en el moviment nacionalista de Suècia durant el segle xix, juntament amb el dirigent rebel de començament del segle xv, Engelbrekt Engelbrektsson i el rei Gustav I, qui va acabar la Unió de Kalmar. Un gran monument de pedra a Sten Sture, fet per l'escultor Carl Milles (1875–1955), va ser inaugurat a Uppsala el 1925. Hi ha diversos llocs i edificis amb el nom de Sten Sture a la ciutat d'Arboga a Suècia central, on Sten Sture havia estat elegit el 1471, gràcies als esforços de la societat local Sture, durant el segle xix. El 1871, per celebrar el 400 aniversari, es va crear el Stureparken i un obelisc dedicat a commemorar l'elecció de Sten Sture es va aixecar en el parc el 1890.